# Nacpolsk
Nacpolsk (prononciation : [ˈnat͡spɔlsk]) est un village polonais de la gmina de Naruszewo dans le powiat de Płońsk de la voïvodie de Mazovie dans le centre-est de la Pologne.
Il se situe à environ 16 kilomètres au sud-ouest de Płońsk (siège du powiat) et à 61 kilomètres au nord-ouest de Varsovie (capitale de la Pologne).
Le village compte approximativement une population de 840 habitants.

## Histoire
De 1975 à 1998, le village appartenait administrativement à la voïvodie de Ciechanów.